# Johan Michael Lund
Johan Michael Lund (* 2. September 1753 in Bergen; † 15. Mai 1824 ebenda) war von 1786 bis 1805 Løgmaður der Färöer und ab 1807 Bürgermeister von Bergen.
Wie sein Vorgänger Jacob Hveding war Lund Norweger und Jurist.